# 오클랜드 투아타라
오클랜드 투아타라(Auckland Tuatara)는 2018년 창단한 뉴질랜드 오클랜드를 연고로 하고 오스트레일리안 베이스볼 리그에 참가하는 최초의 뉴질랜드팀이며 홈구장은 노스 하버 스타디움이다. 과거 한화 이글스에서 활동한 김원석의 소속팀이기도 하다.
코로나19의 영향으로 많은 경기가 취소되었고 재정적 어려움을 겪으면서 ABL 2022-23 시즌을 마지막으로 해체를 선언했다.